# 大明橘
大明橘（学名：Myrsine sequinii）为紫金牛科竹杞屬下的一个种。